# Dubais spårväg
Dubais spårväg, Dubai Tram, tidigare Al Sofouh spårväg, är en spårväg i Al Sufouh i västra delen av Dubai, Förenade Arabemiraten. Den öppnades i november 2014 och består av en linje utefter Al Sufouh vägen från Dubai Marina till Burj Al Arab och Mall of the Emirates. Spårvägen är i drift 19 timmar om dygnet och det tar cirka 30 minuter att färdas mellan ändstationerna. 
Den har hållplatser där passagerare kan byta till röda linjen på Dubais tunnelbana samt Palm Jumeirah monorail.